# Pachacamac (jaciment arqueològic)
Pachacamac (quítxua: Pacha Kamaq) fou una ciutat i el principal santuari de la costa andina durant més de mil cinc-cents anys. Actualment, és un jaciment arqueològic a 30 quilòmetres al sud-est de Lima, Perú, proper a l'oceà Pacífic. L'àrea monumental es constitueix per més de 50 estructures arquitectòniques, construïdes a base de pedra tallada, tova i tàpia. L'espai és visitable sota la infraestructura del Museo de sitio Pachacamac (MSPAC) promogut pel Ministeri de Cultura del Perú. Obert des de 1965 i que es tornà a inaugurar el 2016. L'extensió, la monumentalitat del lloc i la integritat amb què es conserva són alguns dels factors que han permès a Pachacamac estar inscrit a la Llista del Patrimoni Mundial de la UNESCO.

## Emplaçament i vulnerabilitats
S'ubica a la costa central del Perú, proper a tres valls: el Chillón, el Rímac i el Lurín i a quatre quilòmetres de la ciutat de Lurín. Damunt d'una esplanada dominada per quatre promontoris rocosos molt a prop de la desembocadura del riu Lurín. Al llarg del litoral de la regió hi ha planícies de pedra soterrades constituïdes per antics fons marins, que van ser progressivament elevades, pel desplaçament de la placa de Nazca contra la placa Sud-americana. Una d'aquestes planícies és a la base de part del jaciment. El clima és el característic de la costa central del Perú: àrid, semi-càlid i humit. La zona intangible del Santuari Arqueològic cobreix unes 465 hectàrees de terreny. D'aquesta extensió el 40% és monumental i pot ser visitada pels turistes, el 60% restant correspon a l'àrea reservada a la recerca; gran part de les dues àrees es troben cobertes per sorra eòlica. Essent el complex arqueològic més gran i important de la ciutat de Lima. És considerat com l'únic lloc arqueològic de la Lima metropolitana que manté la unitat arquitectònica de la zona monumental.
La vulnerabilitat del material constructiu, terra i pedra es veu afectat per fenòmens d'erosió natural. Les condicions mediambientals: la proximitat al litoral marítim i el vent són causes de l'erosió basal de les estructures i del despreniment de la pintura mural. S'han trobat evidències que el fenomen del Niño i els sismes han afectat el Santuari. Per altra banda, l'activitat humana també hi exerceix pressió: pel creixement urbà no controlat i l'interès per canviar l'ús del sòl dels terrenys al voltant del perímetre; el trànsit de vehicles motoritzats en l'àrea arqueològica monumental afecta les estructures i a altres elements arqueològics i fins i tot, l'activitat que genera el jaciment provoca deteriorament, per la gran quantitat de visites turístiques. També s'ha qüestionat la idoneïtat del traçat del circuit de visita perquè s'empra de manera massa intensiva i perquè no afavoreix la comprensió del conjunt arqueològic.

## Història
Hi ha evidències que el lloc va ser ocupat durant el Període formatiu. Hi ha constància que la Cultura Lima s'hi establí entre l'any 200 dC i el 600 dC. D'aquest període data el santuari conegut com el Temple Vell. Es considera que fou el primer temple que va allotjar la imatge del déu creador Pacha Kamaq, un ídol bifront de fusta tallada. Posteriorment, la imatge hauria estat traslladada al Temple Pintat, on es creu que va romandre fins a l'arribada dels espanyols.
La Cultura wari, que formà el primer imperi andí entre els anys 600 i 1100 dC, deixà mostres de la seva presència a Pachacamac en aquest període. Els cementiris del Temple vell i del Temple pintat mostren aquesta influència. Es va incrementar la producció de ceràmica amb motlles, formant-se un estil artístic anomenat Wari-Pachacamac, que recrea els antics patrons iconogràfics Lima i els introduïts per Wari.
En el període dels Estats Regionals entre els anys 1100 i 1470 dC, es formà el Curacazgo Ychma localitzat a les valls del Rímac i Lurín. Establint-se una forta presència administrativa, política i cerimonial a Pachacamac. D'aquesta època són setze piràmides amb rampa.
Amb l'arribada dels inques del Cusco (1470 dC) els sacerdots del santuari es van subordinar davant el nou poder. El govern incaic va definir una nova traça urbanística al conjunt, va imposar els seus símbols i la seva arquitectura construint el Temple del Sol, de caràcter cerimonial i el Palau de Tauri Chumpi, de tipus residencial. També s'alçà l'Acllawasi, ubicat on hi havia brolladors, construint-hi estancs interiors, mostrant la condició reial dels seus habitants. Pachacamac no comptava amb un gran nombre de població civil. Primordialment, les construccions tenien un ús cerimonial i per a allotjar als peregrins.

El Santuari va esdevenir el centre cerimonial i l'oracle més important de la costa del Pacífic Sud, essent un punt d'atracció de peregrins. Pachacamac es va integrar al Programa Qhapaq Ñan, el qual pretén registrar i recuperar la xarxa de camins inques. Aquests camins disposaven de tambos que asseguraven aixopluc i intendència a tropes i funcionaris en les seves rutes. Pachacamac - Xauxa és un camí important de la ruta del Chinchaysuyu. Pachacamac, a la costa, és l'inici del camí que tenia com a altre extrem Xauxa, un centre administratiu i religiós de la serra. En el camí hi ha un altre centre religiós rellevant de l'època prehispànica: l'Apu Pariacaca i la zona de l'Alto Cañete interessant des del punt de vista paisatgístic, en relació amb pràctiques culturals ancestrals que s'han anat actualitzant. Des de Xauxa es tenia accés al ramal principal del Camí Longitudinal de la Serra, a través del qual era possible accedir a la ciutat del Cusco i als principals assentaments del Tahuantinsuyo.

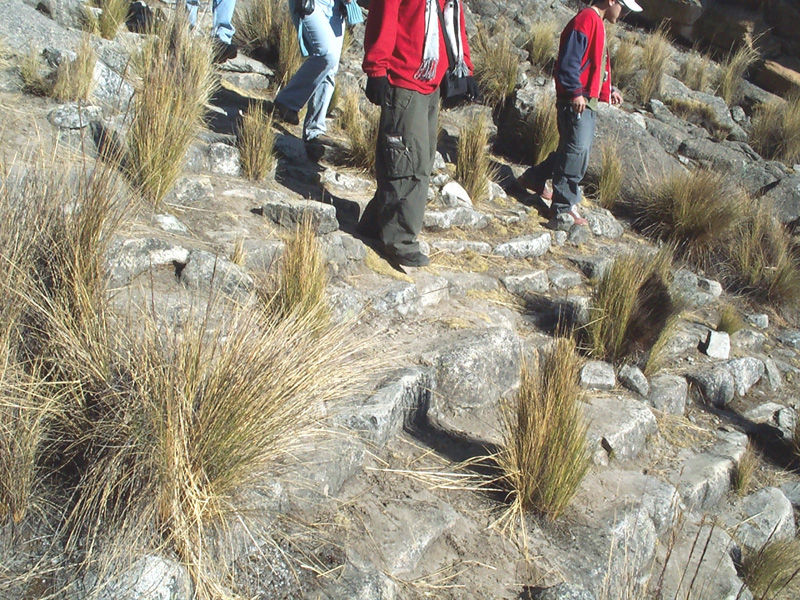
Escales de Pariacaca, camí inca
Qhapaq Ñan
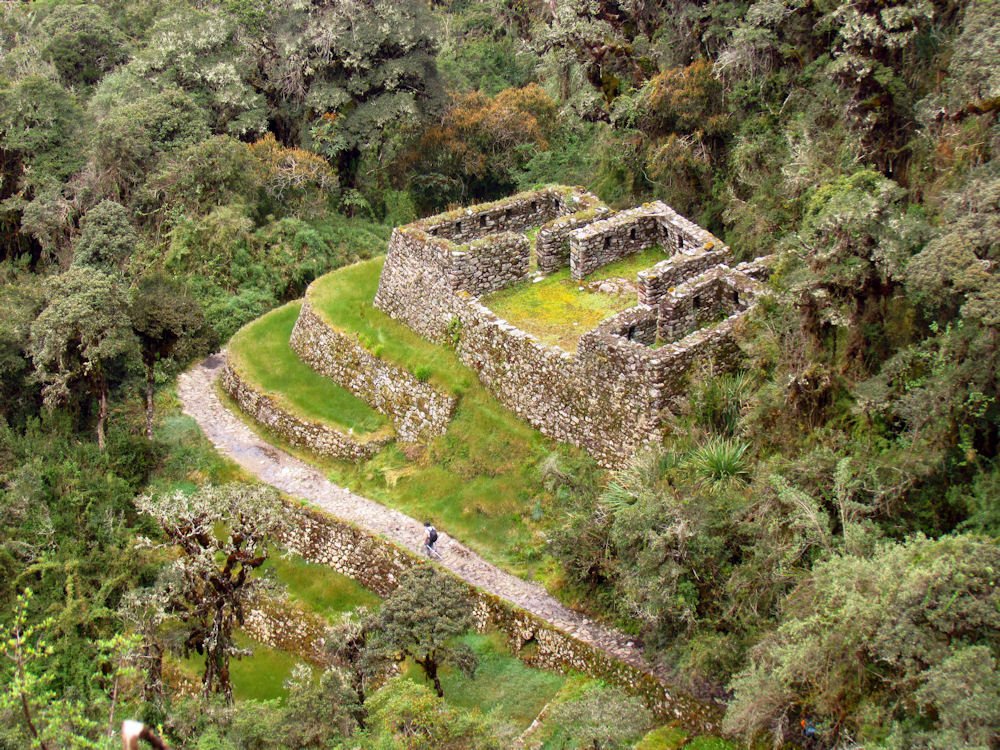
Tambo

Els primers cronistes espanyols deixen constància que quan ells van arribar ja hi havia construccions en ruïnes; que hi havia un sistema de quatre muralles que protegien el lloc i que en gran part estaven en mal estat de conservació. El terratrèmol devastador de 1512 així com unes pluges d'inusual intensitat van suposar un fort impacte, que encara no s'havia superat. Pachacamac fou saquejat pels conqueridors espanyols el 1532 dC. Malgrat això, l'assentament fou ocupat fins al 1572. Patint modificacions, en un grau desconegut del tambo colonial i per l'interès d'esborrar el que es consideraven idolatries. Entre 1570 i 1575, el Virrei Toledo visità el Perú, un dels seus objectius fou concentrar a la població indígena en reduccions, allunyant-los dels seus espais d'adoració. El 1572 es fundà el poble San Salvador de Pachacamac. El Santuari va ser el primer gran centre cerimonial actiu que va ser pres, saquejat, desarticulat i cristianitzat pels europeus a Amèrica del Sud.